# Siapiccia
Siapiccia – miejscowość i gmina we Włoszech, w regionie Sardynia, w prowincji Oristano.
Według danych na rok 2004 gminę zamieszkiwało 376 osób, 22,1 os./km². Graniczy z Allai, Fordongianus, Ollastra, Siamanna i Simaxis.